# Психопатологија емоција
Психопатологија емоција се односи на конституционално условљене поремећаје емоција и емоције као дела клиничке слике менталних поремећаја. Психопатолошки емоционални исказ такође можемо поделити и на квалитативне и квантитативне поремећаје емоција.
Емоције можемо представити као субјективни доживљај конкретних садржаја из спољашње средине, као и доживљаја нас самих, односно субјективно преживљавање метаболичких збивања и наших потреба. Емоцијама особа може исказати: Радост, жалост, очајање, равнодушност, страх, бес, срџбу, гнев, стрепњу, завист, мржњу, злобу, љубав, задовољство, љубомору, стид, саосећање, забринутост, раздражљивост, панику итд.

## Афекат и расположење
Појмовно треба разликовати расположење од афекта. Док под афектом подразумева емоционални доживљај који се нагло јавља, кратко траје, јаког је интензитета, има буран ток, сужава свест, ремети логично размишљање и прате га вегетативне промене. У нормалним околностима афекат бледи и постепено нестаје, али то не мора увек бити случај. Он може подлећи интелектуалној обради (промишљању, обуздавању путем разума, логичног мишљења), потискивању у несвесни део психе (што може узроковати настанак неуроза), абреаговању, односно пражњењу, када се афекат заврши плакањем, смејањем, бесом и сл., може се одложити (задршка), реаговање карактеристично за ментално зрелу особу. Афекат се може даље кумулирати, односно нарасти до горњих граница толеранције, после чега најчешће следи абреаговање и на крају се афекат може и пројектовати, односно преписати свој афекат другим лицима. С друге стране за расположење можемо рећи да представљају дуготрајна, стабилна емоционална стања, слабијег интензитета, која су настала као резултат међудејства физиолошки условљеног емоционалног стања и емоционалних одговора у вези са актуелним информацијама из окружења.

## Повезаност емоција са другим психичким функцијама
Психички живот човека као и његови чиниоци, представљају једну недељиву целину. Међутим, како би се тако сложена структура лакше схватила и боље разумела, отуда долази и потреба за раздвајањем и индивидуалним посматрањем њених компонената. Испреплетеност психичких функција се најбоље може видети на примеру повезаности емоција са осталим функцијама. Тако поремећаји осталих психичких функција свести, мишљења, опажања, нагона, памћења и остале све имају свој утицај на емоције, које се спајају са целовитом сликом менталног садржаја. Исто је и са душевним обољењима (схизофренија, манија, параноја, сумрачна стања и сл.) које у ствари представљају погођеност појединих психичких функција, а емоционално стање особе, поново само прати целокупно стање личности. Треба споменути и разна органска обољења и поремећаје функционисања појединих органа, који такође не заобилазе емоције.

## Ментална хигијена емоција
Свакодневни живот са собом носи пун спектар емоција. У напорима ка редукцији оних негативно обојених и њиховом спречавању преласка у застојни облик, ваља предузети следеће кораке. Бављење спортом или путем интензивне мишићне активности, као и вежбама релаксације (тај чи, јога и сл.) долази до отпуштања серотонина у мозак, па отуда и редукције негативних емоција и доживљаја опуштености. Такође рад доприноси сублимацији негативних осећања, затим било кој хиби прати осећај ужитка и отклањања пролонгираних негативних емоционалних доживљавања. Васпитање емоција је нарочито важно у дечјем узрасту. Циљ је да се у различитим социјалним ситуацијама створи вештина преко које ће се јачим друштвеним ангажовањем превазилазити негативна емоционална искуства и доживљаји. Бесмислено би било тежити ка потпуној елиминацији негативних осећања. Јер негативне емоције доприносе умереној активности личности, па су због тога они и неопходне за нормалан развој и живот. То је наравно тако у случају са епизодичним негативним емоционалним преживљавањима, које не смеју бити дуготрајна. Када је тако, онда после прекида емоционалног оптерећења, механизми саморегулације успешно успостављају нормалну животну активност. У противном негативне емоције могу пронаћи свој пут до психосоматских обољења.

## Психопатологија емоција

### Конституционално условљени поремећаји емоција

#### Конституционално условљена абнормална емоционална стања

##### Апатија
Апатија се везује за схизофренију (посебно у склопу аутохормичких форми обољења) и код органских оштећења мозга (нарочито фронталног режња) и периода реконвалесценције. Апатија се карактерише као одсуство нормалног афективног реаговања. Таква особа делује празно и невољно, код ње не уочавамо за депресију карактеристично тужно расположење.

##### Емоционална лабилност
Емоционална лабилност представља колебање афективног стања без спољашњег узрока. У свом екстремном степену, ово стање се назива емоционална инконтиненција (конституционална пренаглашеност афективног исказа), или афективна инхибиција (квантитет афективној исказа је конституционално оскудан). Могу се видети код тешких органских лезија ЦНС-а (код артериосклерозе у поодмаклој фази, код инфективних и других болести мозга).

##### Хипоманија
Хипоманија представља слабије изражену клиничку слику маније и краћег је трајања
хипоманијом се такође може подразумевати и фиксирани оптимизам током живота.

##### Дистимија
Умерена хипертимија која се током живота исказује као фиксирани песимизам. Садржи ублажене симптоме депресије.

##### Цикломанија
Подразумева смењивање стања дистимије и хипоманије.

##### Сугестибилност емоционалног живота
Сугестибилност емоционалног живота карактерише преосетљиве особе, претерано осећајне особе, плашљиве, раздражљиве и особе са ограниченом контролом емоционалног реаговања.

##### Конституционални дефект емоционалног потенцијала
Овакво стања прате равнодушност, апатија, општељудска неосетљивост у етичком, естетском и опште социјалном смислу за туђу тугу, радост, кајање и сл.

##### Емоционални инфантилизам
Емоционални, психички инфантилизам представља стање где се неразвијеност нагонског и емоционалног живота, продужава до пубертета или чак зрелог доба. Ово стање прате неуравнотеженост и недоследност емоционалних реакција и одговора.

#### Конституционално условљене абнормалне афективне реакције
Конституционално условљене абнормалне афективне реакције се виђају у оквиру депресивних, анксиозних или хипохондријских стања, карактерише их учестала и пренаглашена емоционална реаговања у виду беса, страха, панике, грчевитог плакања, разјарености, неутешног очајања и сл.

##### Патолошки афекат
Патолошки афекат преставља снажну емоцију, која је у стању да изазове сужење свести (квалитативни поремећај свести). Патолошки афекат можемо дефинисати као привремени душевни поремећај са значајном глобалном изменом менталног функционисања. Овакво стање је изузетно значајно за форензичку психијатрију. У ширем смислу патолошки афекат можемо описати као: стање са високим ризиком конфронтације са спољашњим окружењем, услед значајног измењена стања свести и пратеће дезоријентације. Сумрачна стања могу бити извор хетероагресивних или аутоагресивних радњи; постоји видна несразмера између повода и претерано јаке емоционалне реакције; присутна је суманутост мисаоног садржаја; прати га знатно изражена психомоторна активност; умањен степен вољне контроле, па отуда постоји додатни ризик од агресивног понашања; критични период је праћен делимичном или потпуном амнезијом.

### Поремећај емоција као дела клиничке слике менталних поремећаја

##### Анксиозност
Генерализована Анксиозност заправо представља нереални страх (слободнолебдећи страх), који настаје као резултат неке давно заборављене ситуације (реалне ини услед фантазама) и пратеће емоције, која се тако једном потиснута сада враћа у свест, али овог пута ослобођена од садржаја, у оквиру којег је и првобитно настала. Уколико се тако потиснута емоција сада веже за неки други, неутрални садржај, развија се фобични поремећај. Некада се њен продор у свест контролише понављањем бесмислених мисли (опсесије) или ритуалних активности (компулзије), чиме се манифестује опсесивно-компулсивни поремећај.
Анксиозност је пролонгирано и веома непријатно стање, без ослонца у реалитету. Пратилац анксиозности је и убрзан рад срца, бол и стезање у грудима, утисак мањка кисеоника, отежаност дисања, малаксалост, проширење очних капака и зеница, напетост, бесциљно кретање, чупање косе, грицкање ноктију и сл. За разлику од анксиозности, обичан, реални страх карактерише конкретност извора претње, и дужина трајања која се управо везује за саму претњу (по отклањању претње и страх нестаје). Код анксиозности страх, за који сам субјект нема објашњења, од осећаја угрожености може прерасти у депресију, као секундарно обољење, који произлази од емоционалног одговора на стрепњу. Анксиозност још може бити пратилац неуротских (генерализована анксиозност, опсесивно компулзивни поремећај, фобије и сл.), са стресом повезаних соматофорних поремећаја, а такође и пратилац психоза (акутна схизофренија, посебно параноидна, услед делиријума и страшних халуцинација које га прате, суманутих идеја и сл.), услед телесних обољења (ангина пекторис и хипертироидизам), услед ендогених и егзогених интоксикација, органских оштећења мозга (епилепсије, запаљењских процеса). Необјашњиви страх се може јавити и код нормалних људи, у блажем облику.

##### Депресија
Депресија представља снажан емотивни набој, где објективни повод не постоји, или је доста слабији од саме реакције болесника. Депресивна особа поред неосноване туге, није у стању да сама сагледа могућа решења за своје стање. Негативног емоционални тон (безвољност, туга, очајање, општи губитак интересовања и сл.) уз пратећу мимика лица, се преноси и на све остале болесникове активности. Тако оболели болесник који је емоционално преокупиран својим менталним стањем, се не може усредсредити на збивања у свом окружењу (услед поремећаја пажње у виду хипертенацитета и квантитативних и квалитативних поремећаја мишљења у виду успореног мисаоног садржаја и депресивних суманутих идеја), он занемарује своје личне, родитељске, брачне и социјалне обавезе (поремећаји нагона и воље). Треба разликовати депресију од нормалне туге. Наиме, под утицајем трагичног догађаја и нормални људи подлежу тузи, постају очајни и пате, али за то имају и одговарајући узрок. Чак и ако се за њих може рећи да су депресивни, то је нормална депресија, нормална туга. Код нормално депресивних свет је тај који је црн и безвредан, а код патолошко депресивних болесника, безвредним и црним се доживљава сама личност. Депресија нормалних постепено слаби и пролази, као што и свака најинтензивнија емоција временом губи на свом интензитету.
Патолошка депресија је типична одлика поремећаја расположења, и као таква се често може видети у комбинацији са анксиозном поремећајима, код схизоафективне психозе, може бити и постсхизофреног карактера, као и у склопу реакција на телесна обољења и инвалидитет.

##### Манија
Манија, еуфорија или егзалтираност су све синоними за хипертимију поларизовану у смислу веселог расположења, без било каквог ослонца у спољашњој средини. То је патолошко снажан емоционалан набој среће, доброг расположења, оптимизма, задовољства, без поткрепљења, којег прате и одговарајућа мимика, гестикулација и одевање, односно све активности болесника су подређене његовом емоционалном стању. Понекад се за манично стање каже да је супротно од депресије, заправо под тим се мисли да као и у депресији, тако и манично стање карактерише услед емоционалног набоја погођеност психичких функција пажње, мишљења, воље и нагона, с разликом што квалитет ових функција сада заузима супротан екстрем. Ако код депресивног болесника имао успорени, овде сада имамо убрзани мисаони ток (квантитативни поремећај мишљења). Такође, клиничку еуфорију прати хипервигилност, (поремећај пажње), обиље експанзивних суманутих идеја, прецењених идеја, или идеја величине (квалитативни поремећај мишљења), пренаглашеност, углавном несврсисходних активности (поремећај воље), као и појачање сексуалности и нагонског живота.
Манија се може срести у склопу биполарног поремећаја расположења, као манична фаза, даље у склопу схизоафективних психоза, органских лезија мозга и код егзогених интоксикација.

##### Патолошка раздражљивост
Патолошка раздражљивост се манифестује као несклад између интензитета и повода афективног реаговања. Запажа се бурно емоционално реаговање, које може довести до привременог сужења свести, које прати делимична или потпуна амнезија. Време латенце између провокације и реакције је значајно мање него код нормалних људи, а постоји и опасност по околину, услед присилних радњи. Патолошка раздражљивост се може запазити код оболелих од епилепсије, параноидне схизофреније, услед маничног синдрома, у вези са повредама мозга и лезија фронталног кортекса, алкохолизмом, поремећаја личности код психопата, хистеричних болесника. Патолошким афектом се назива екстреман случај патолошке раздражљивости у психијатрији.

##### Хипотимија
Хипотимија у коме пацијент није у стању да заузме адекватан емоционалан став у односу на опажени садржај из окружења. Овакво гашење емоционалног одговора, за које је синоним апатија, запажа се код схизофрених болесника.

##### Афективна крутост
Подразумева ограничену способност особе оболеле од схизофреније да актуелни афекат, прилагоди новонасталим околностима у окружењу. Болесник веома тешко прилагођава свој емоционалан доживљај, своје реакције и понашање ситуацијама из спољашње средине. Особа има проблем и мучи се да своја осећања пренесе околини, а и сама особа се не интересује много за осећања других љуси. Овакво стање се јавља у склопу схизофреније.

##### Паратимија
Паратимија или идеографска дисоцијација представља неадекватност емоционалног реаговања у односу на опажени садржај. Запажа се неусклађеност исказане емоције са садржајем опажања, нпр. особа се на сахрани смеје и весели. Овакво парадоксално реаговање је карактеристично за схизофренију.

##### Парамимија
Парамимију карактерише неадекватност мимичког израза лица са емоционалним стањем особе и садржајем и окружењу. Нпр. Оваква особа је тужна на сахрани, али је на њеном лицу осмех. Парамимија се јавља код оболелих од схизофреније.

## У клиничкој психијатрији поремећаји емоција се разврставају на:

### Квалитативни поремећаји емоција
Где спадају раније наведени хипертимија, хипоманија, атимија, емоционална лабилност, патолошка раздражљивост, емоционална инконтиненција, патолошки афект...

### Квантитативни поремећаји емоција
У које сврставамо: паратимију, парамимију, дефект афектног односа...

## Психопатологија емоција и кривично право
У вештачењу кривичних дела, најчешће је акценат на анализа афекта и утицај афекта на начин извршења кривичног дела (несврсисходно ломљење предмета, испуцавање целог шаржера у жртву, бесомучно и дуготрајно ударање и сл.). Могуће је успоставити везу између афективног стања и схватања значаја почињеног дела и контроле својих поступака. Стога, уколико је емоционално стање починиоца у време извршења кривичног дела означена као стање патолошког афекта, онда се његова способност схватања значаја учињеног дела, као и могућност управљања својим поступцима, сматра битно смањеном, или се карактерише као потпуна неурачунљивост. Процена посебног физиолошког афективног стања у кључном периоду, зависно од специфичности структуре личност, врсте (најчешће се појављују страх или гнев), јачине исказаног афекта и његовог утицаја на друге менталне функције (пре свега на функцију свести, када је могуће размишљати о стању потпуне неурачунљивости). Такоше се и претходни емоционални однос са жртвом анализира и узима у обзир приликом форензичко психијатријске процене.

## Психопатологија емоција и грађанско право
У оквиру психопатологије емоција и грађанског права реч је о вештачењу пословне способности, на коју утицај могу да имају квантитативне варијације поремећаја емоција, депресија или манија. Резултат оваквих вештачења могу бити ограничење пословне способности или њено укидање, што зависи од интензитета поремећаја.